# Terre de Rupert
Pour les articles homonymes, voir Prince Rupert.
 (septembre 2009).
Si vous disposez d'ouvrages ou d'articles de référence ou si vous connaissez des sites web de qualité traitant du thème abordé ici, merci de compléter l'article en donnant les références utiles à sa vérifiabilité et en les liant à la section « Notes et références ».
1670–1870
Entités suivantes :
- Territoires du Nord-Ouest
- Manitoba

La Terre de Rupert, aussi appelée la Terre du Prince Rupert (anglais : Rupert's Land ou Prince Rupert's Land), était un territoire de l'Amérique du Nord britannique qui recouvrait la région centrale et nordique de l'actuel Canada.

## Toponymie
La terre de Rupert doit son nom à Rupert du Rhin qui fut le premier gouverneur de la compagnie de la Baie d'Hudson auquel a longtemps appartenu ce territoire. Ce territoire est aussi appelé la terre du Prince Rupert parce que Rupert du Rhin (ou de Bavière-Palatinat) était le neveu du roi Charles Ier d'Angleterre par sa mère Elisabeth Stuart.

## Géographie
La terre de Rupert couvrait un territoire qui s'étend aujourd'hui de la Saskatchewan au Québec en passant par le Nunavut et les États-Unis. Ses frontières correspondent à celles du bassin versant de la baie d'Hudson.

## Historique

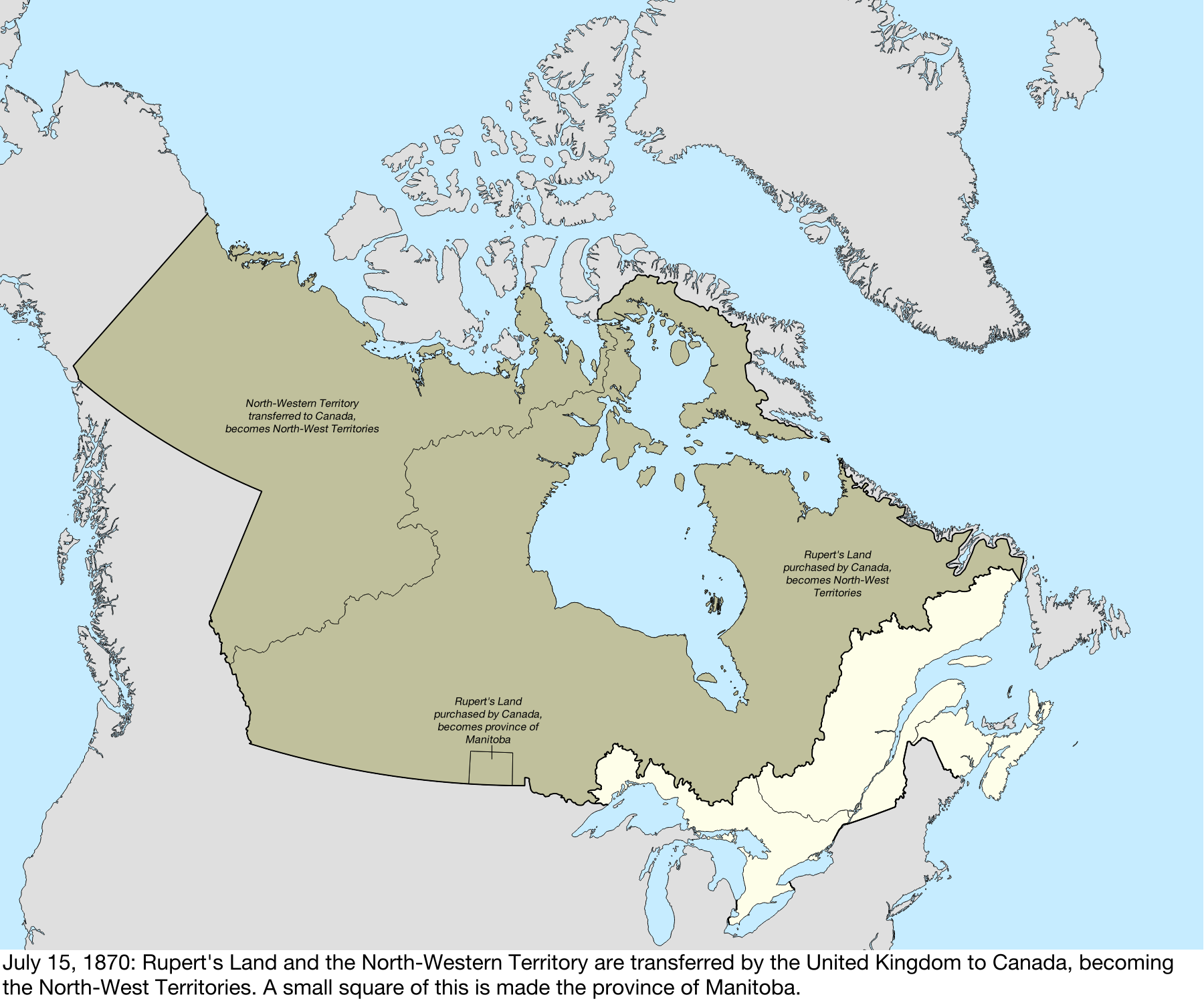
Intégration dans le Territoire du Nord-Ouest et création du Manitoba.

La charte de 1670 qui lui fut allouée par Charles II donnait à la Compagnie de la Baie d'Hudson le monopole sur tout le bassin hydrographique de la Baie d'Hudson, soit une superficie de près de 3,9 millions de km2, un tiers de l'actuel Canada.
En 1821, la Compagnie du Nord-Ouest fusionna avec la Compagnie de la Baie d'Hudson, leurs possessions territoriales combinant désormais les affluents des océans Arctique au nord et Pacifique à l'ouest. Cependant, les deux territoires (Territoire du Nord-Ouest et Terre de Rupert) restent séparés jusqu'en 1870. À cette date, soit trois ans après la création du Canada, le gouvernement canadien acquiert officiellement ceux-ci pour former les nouveaux Territoires du Nord-Ouest. De plus, une partie de la Terre de Rupert devient le Manitoba.
À la suite de l'acquisition de ce territoire, le gouvernement cherche à intégrer à la nation l'Ouest canadien, grâce à la construction d'un chemin de fer transcontinental, et à la promotion de la colonisation. On y attirait plusieurs groupes religieux, notamment les doukhobors et les mennonites de Russie, ainsi que les mormons des États-Unis.

## Héritage
La Terre de Rupert est encore de nos jours le nom d'une province ecclésiastique et diocèse de l'église anglicane du Canada.